# مردی از هیچ‌کجا
مردی از هیچ‌کجا یا آقا (کره‌ای: 아저씨؛ انگلیسی: The Man from Nowhere) فیلمی اکشن-دلهره‌آور محصول سال ۲۰۱۰ میلادی کرهٔ جنوبی و به کارگردانی لی جانگ-بام است.
این فیلم پرفروش‌ترین فیلم کرهٔ جنوبی در همان سال بود و در اکتبر ۲۰۱۰ در ایالات متّحده و کانادا نیز به‌روی پرده رفت.
داستان مردی به نام “چا ته شیک” که از نیروهای سابق ویژه است بعد از مرگ همسرش ارتش را رها می‌کند و در فروشگاه امانات در گوشه‌ای از شهر خود را مشغول می‌کند. تنها دوست او دختر بچه‌ای به نام “جونگ سو” است که مادرش شخصی معتاد و رقصنده است که در نزدیک خانه چاتائه زندگی می‌کنند. در یکی از روزها که مادر جونگ سو مواد هروئینی را از گروهی قاچاقچی و تبهکار می‌دزدد، چاتائه ناخواسته در گودالی از اتفاقات سقوط می‌کند و بعد از قتل مادر جونگ سو به دنبال انتقام و پیدا کردن تنها دلخوشی‌اش در این دنیا به نبرد با این جانیان می‌پردازد تا انتقامی خونین را رقم بزند…